# Paulus från Egina
Paulus från Egina, född ca 625, död 690, var en grekisk läkare på 600-talet.
Paulus är mest känd för att ha skrivit en medicinsk encyklopedi i sju delar. Speciellt den sjätte delen som behandlar kirurgi var spridd i Europa och arabvärlden under medeltiden och är av intresse för kirurgins historia. Hela verket är skrivet på grekiska och publicerades i Venedig 1528 och ytterligare utgåvor gavs ut i Basel 1538. Ett antal översättningar till latin har gjorts och de första översättningarna till engelska gjordes mellan 1844 och 1848.